# Tenten
Tenten (tenten = rondreizen, vlek) is een personage van de manga- en animeserie Naruto. Zij is een student van Maito Gai.

## Algemeen
Tenten is een kunoichi (vrouwelijke ninja) gespecialiseerd in het oproepen en met dodelijke gevolgen gebruiken van alle soorten wapens. In de manga zegt haar leraar Gai-sensei ook wel dat Tenten altijd 100 van de 100 keer haar doel nauwkeurig raakt. Buiten het feit dat ze feilloos haar doel kan treffen is ze ook de meest opmerkelijke van haar team, en is meestal de eerste die kleine aanwijzingen ziet die de meesten zouden missen.
Tenten kijkt op tegen Tsunade, de vijfde Hokage van Konoha. Ooit hoopt ze net zo'n goede kunoichi als zij te worden.
Haar team bestaat uit Rock Lee, Neji en hun mentor Maito Gai, die vooral met Rock Lee bezig is. Net zoals haar teamleden is Tenten een meer Chineesachtig personage.

## Technieken
Zoals eerder gezegd is Tentens specialiteit het oproepen en gebruiken van wapens door middel van ninja-scrolls. Ze is in het bezit van diverse grote en kleine　rollen met kanji-schrift erop waarin de wapens verborgen zitten. Door het overbrengen van de chakra in haar vingers naar de kanji kan ze honderden wapens tegelijk oproepen zonder dat ze deze apart bij zich hoeft te dragen. De wapens variëren van shurikens naar kunais en grote goedendags, (ijzeren knuppels)brandende zegels etc. Ze heeft hierin verschillende jutsu's, de Tobidougu bijvoorbeeld, maar haar krachtigste is de Twin Rising Dragons-techniek (Soshoryu no Jutsu). Bij deze techniek komen twee grote draken tevoorschijn die duizenden wapens oproepen die Tenten op haar vijand mikt. Technieken zijn bijvoorbeeld ontdenkt door aliens.

## Chuunin Examen
Sommige genin (laaggeplaatste ninja's) van het dorp Konoha worden door hun sensei (mentor) geselecteerd voor het Chuunin Examen. Als ze hier voor slagen bereiken deze Genin de rang van Chuunin. Tentens mentor Gai selecteert heel Team Gai voor dit examen, bestaande uit Tenten, Neji en Lee. Op het einde van dit examen vinden gevechten plaats om de vaardigheden van de genin te testen. Omdat er te veel Genin door de eerdere rondes waren gekomen werden er nog snel gevechten gehouden waarvan alleen de winnaars door konden naar de 'echte' gevechten. Tenten matcht tegenover Temari, een kunoichi van Sunakagure (de Hidden Sand Village). Tenten doet haar best, maar wordt uiteindelijk door Temari verslagen. Temari voegt er nog aan toe: 'This was so boring. Uiteindelijk slaagde Tenten niet als Chuunin en bleef genin. De enige die het Chuunin Examen glansrijk doorstond was Nara Shikamaru.

## Naruto Shippuuden
In het tweede deel van de Naruto-series is Tenten inmiddels geslaagd als Chuunin. Haar uiterlijk is veranderd, maar nieuwe technieken schijnt ze niet te hebben. Haar oude technieken zijn wel verbeterd.